# Chirmiri
Chirmiri é uma cidade e um município no distrito de Koriya, no estado indiano de Chhattisgarh.

## Demografia
Segundo o censo de 2001, Chirmiri tinha uma população de 91 312 habitantes. Os indivíduos do sexo masculino constituem 53% da população e os do sexo feminino 47%. Chirmiri tem uma taxa de literacia de 66%, superior à média nacional de 59,5%; a literacia no sexo masculino é de 75% e no sexo feminino é de 56%. 14% da população está abaixo dos 6 anos de idade.